# Lyngseidet
Lyngseidet est une localité du comté de Troms, en Norvège.

## Géographie
Administrativement, Lyngseidet fait partie de la kommune de Lyngen.